# Paidia griseola
Paidia griseola är en fjärilsart som beskrevs av Rothschild 1933. Paidia griseola ingår i släktet Paidia och familjen björnspinnare. Inga underarter finns listade i Catalogue of Life.